# Bakonyszentiván
Bakonyszentiván è un comune dell'Ungheria di 254 abitanti (dati 2001). È situato nella contea di Veszprém.